# Lena Nyman

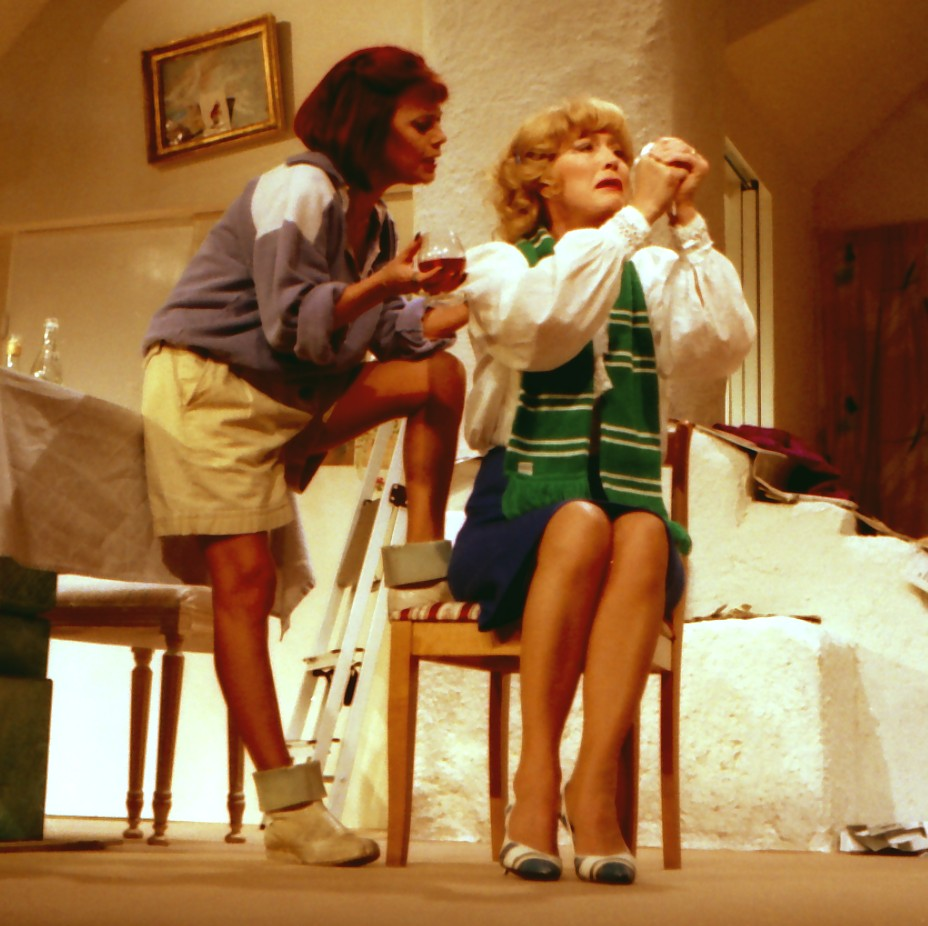
Lena Nyman (links) und Birgitta Andersson in Ein seltsames Paar

Lena Nyman (* 23. Mai 1944 in Stockholm; † 4. Februar 2011 ebenda) war eine schwedische Schauspielerin.

## Werdegang
Lena Nyman war eine vielseitige Schauspielerin, die alles von dramatischen Rollen bis hin zu leichten Komödien in ihrem Repertoire hatte. Ihr Debüt als Schauspielerin hatte sie schon mit elf Jahren in einem für Kinder nicht freigegebenen Kriminalfilm. Nach einigen Film- und Theaterrollen erhielt sie ihre Ausbildung an der renommierten Stockholmer Schauspielschule Dramatens elevskola des Dramatischen Theaters.
Ihren großen Durchbruch feierte sie, zusammen mit Börje Ahlstedt, in Vilgot Sjömans skandalträchtigen Filmen Ich bin neugierig (gelb) (Jag är nyfiken – gul) von 1967 und Sie will’s wissen / Ich bin neugierig (blau) (Jag är nyfiken – blå) von 1968.
1973 überraschte sie das schwedische Publikum in Hans Alfredsons und Tage Danielssons Revue Glaset i örat (Das Glas im Ohr), danach war sie noch in vielen Revue- und Filmproduktionen von Alfredson/Danielsson zu sehen. 1978 gab ihr Ingmar Bergman die Rolle der kranken Helena im Film Herbstsonate. Im Jahr 1984 spielte sie wieder zusammen mit Börje Ahlstedt in dem Film Ronja Räubertochter, er als Räuberhäuptling Mattis und sie als seine temperamentvolle Frau Lovis.
Am Königlichen Dramatischen Theater in Stockholm spielte sie u. a. in Die Dreigroschenoper (1969), Die Wildente (1972) und in Medea (1986). 1988 hatte sie eine der weiblichen Hauptrollen in Ein seltsames Paar am Privattheater Maximteatern in Stockholm. 
Nyman starb am 4. Februar 2011 im Alter von 66 Jahren nach einem langen Kampf gegen verschiedene Krankheiten wie Krebs, COPD und das Guillain-Barré-Syndrom. 

## Filmografie (Auswahl)
- 1955: Farligt löfte
- 1964: 491
- 1967: Ich bin neugierig (gelb) (Jag är nyfiken – en film i gult)
- 1968: Ich bin neugierig (blau) (Jag är nyfiken – blå)
- 1969: Fadern
- 1975: Die weiße Wand (Den vita väggen)
- 1978: Die Abenteuer des Herrn Picasso (Picassos äventyr)
- 1978: Herbstsonate (Höstsonaten)
- 1981: Rasmus und der Vagabund (Rasmus på luffen)
- 1983: Der Casanova von Schweden (Raskenstam)
- 1984: Ronja Räubertochter (Ronja Rövardotter)
- 1989: T. Sventon praktiserande privatdetektiv (Fernsehserie, 9 Folgen)
- 1992: Der Männerchor (Karlakórinn Hekla)
- 2000: Neues von Pettersson und Findus (Pettson och Findus – Kattonauten; Stimme)
- 2003: Verschwörung im Berlin-Express (Skenbart – en film om tåg)
- 2006: Den som viskar (Fernsehfilm)